# Fares Fares
 (juillet 2024).
Si vous disposez d'ouvrages ou d'articles de référence ou si vous connaissez des sites web de qualité traitant du thème abordé ici, merci de compléter l'article en donnant les références utiles à sa vérifiabilité et en les liant à la section « Notes et références ».
Fares Fares est un acteur libano-suédois né le 29 mars 1973 à Beyrouth (Liban).

## Biographie
À l'âge de 14 ans, Fares Fares déménage en Suède, sa famille s'installe à Örebro. Son père est Jan Fares et sa mère Mariam Fares. Son frère est le réalisateur Josef Fares, il a un autre frère, Michael, et une sœur, Caroline.

## Carrière
Fares Fares commence sa carrière d'acteur en 2000, dans les films Jalla ! Jalla ! (réalisé par son frère Josef Fares) et Före stormen.
En 2003 et 2005 il tourne de nouveau sous la direction de son frère Josef pour les films Cops et Zozo.
Il fait sa première apparition sur le petit écran en 2007, dans la mini-série Leende guldbruna ögon.
En 2008, il est présent au casting du film Pour un instant, la liberté d'Arash T. Riahi et de la série Maria Wern.
Il joue dans le premier volet de la trilogie Easy Money aux côtés de Joel Kinnaman en 2010. En 2011, il joue dans le clip de la chanson I Follow Rivers de Lykke Li.
Fares Fares commence à se faire connaître du grand public et à obtenir des rôles aux États-Unis, en 2012 avec le film de Daniel Espinosa : Sécurité rapprochée. Il avait déjà tourné avec Espinosa dans Easy Money. La même année, il reprend son rôle pour le second volet, intitulé Easy Money : La Cité des égarés.
En 2013, il joue dans Zero Dark Thirty de Kathryn Bigelow et dans le film Les Enquêtes du département V : Miséricorde, adapté des romans de Jussi Adler-Olsen (il reprendra son rôle pour trois autres volets).
De 2014 à 2016, il joue dans la série Tyrant. Puis, toujours en 2016, il retrouve Daniel Espinosa pour la troisième fois avec le film : Enfant 44 où il joue aux côtés de Tom Hardy, Noomi Rapace, Gary Oldman, ou encore Vincent Cassel. Il obtient également un rôle dans Rogue One: A Star Wars Story de Gareth Edwards où il incarne le Sénateur Vaspar et joue avec Felicity Jones, Mads Mikkelsen et Diego Luna (entre autres).
En 2017, il retrouve le réalisateur Tarik Saleh pour Le Caire confidentiel et est également présent dans le film de Thomas Vinterberg, La Communauté.
En 2018 il rejoint, toujours avec Nikolaj Lie Kaas, la distribution du quatrième volet des Enquêtes du Département V, cette fois-ci intitulé Dossier 64. Cette même année, il incarne Leo Caruso dans le jeu vidéo A Way Out, réalisé par son frère Josef Fares.

## Filmographie

### Comme réalisateur
- 2023 : Un jour et demi (En dag och en halv)[1]

### Comme acteur

#### Cinéma
- 2000 : Jalla ! Jalla ! de Josef Fares : Roro
- 2000 : Före stormen de Reza Parsa : Gisslantagare
- 2001 : Leva Livet de Mikael Håfström : Michel
- 2003 : Cops (Kopps) de Josef Fares : Jacob
- 2004 : Salto, salmiakk og kaffe de Mona J. Hoel : Jesus
- 2004 : Dag och natt de Simon Staho : Kristian
- 2004 : Fakiren fra Bilbao de Peter Flinth : Frank Flambert
- 2005 : Zozo de Josef Fares : Le poulet (voix)
- 2005 : Bang Bang Orangutang de Simon Staho : Patrik
- 2006 : Kill Your Darlings de Björne Larson : Omar
- 2006 : 7 miljonärer de Michael Hjorth : Kristoffer El-Zeid
- 2008 : Pour un instant, la liberté (Ein Augenblick Freiheit) d'Arash T. Riahi : Manu
- 2009 : Metropia de Tarik Saleh : Firaz (voix)
- 2010 : Easy Money (Snabba cash) de Daniel Espinosa : Mahmoud
- 2012 : Sécurité rapprochée (Safe House) : Vargas
- 2012 : Easy Money : La Cité des égarés (Snabba cash II) de Babak Najafi : Mahmoud
- 2013 : Zero Dark Thirty de Kathryn Bigelow : Hakim
- 2013 : Les Enquêtes du département V : Miséricorde (Kvinden i buret) de Mikkel Nørgaard : Assad
- 2014 : Les Enquêtes du département V : Profanation (Fasandræberne) de Mikkel Nørgaard : Assad
- 2016 : Enfant 44 (Child 44) de Daniel Espinosa : Alexei Andreyev
- 2016 : Les Enquêtes du département V : Délivrance (Flaskepost fra P) d'Hans Petter Moland : Assad
- 2016 : Rogue One: A Star Wars Story de Gareth Edwards : Sénateur Vaspar
- 2017 : La Communauté (Kollektivet) de Thomas Vinterberg : Allon
- 2017 : Le Caire confidentiel (The Nile Hilton Incident) de Tarik Saleh : Noredin Mostafa
- 2018 : Les Enquêtes du département V : Dossier 64 de Christoffer Boe : Assad
- 2022 : The Contractor de Tarik Saleh : Salim
- 2022 : La Conspiration du Caire (Walad Min Al Janna) de Tarik Saleh : le colonel Ibrahim
- 2023 : Un jour et demi (En dag och en halv) de lui-même : Lucas
- 2025 : Les Aigles de la République de Tarik Saleh : George El-Nabawi

#### Courts métrages
- 2004 : I'm Your Man de Sarah Gyllenstierna : Omar
- 2008 : Pälsen de Björne Larson : Richardt

#### Séries télévisées
- 2007 : Leende guldbruna ögon : Roshan
- 2008 : Maria Wern : Jonathan
- 2014 - 2016 : Tyrant : Fauzi Nadalz
- 2018 : Westworld (saison 2) : Antoine Costa, technicien au service de Delos
- 2019 : Chernobyl : Bacho
- 2020 : Partisan : Johnny
- 2021 : La Roue du temps : Ishamael
- 2024 : Le Décaméron : Ruggiero, un cousin du vicomte

#### Jeux vidéo
- 2018 : A Way Out : Leo Caruso (voix et Motion capture)

#### Clip musical

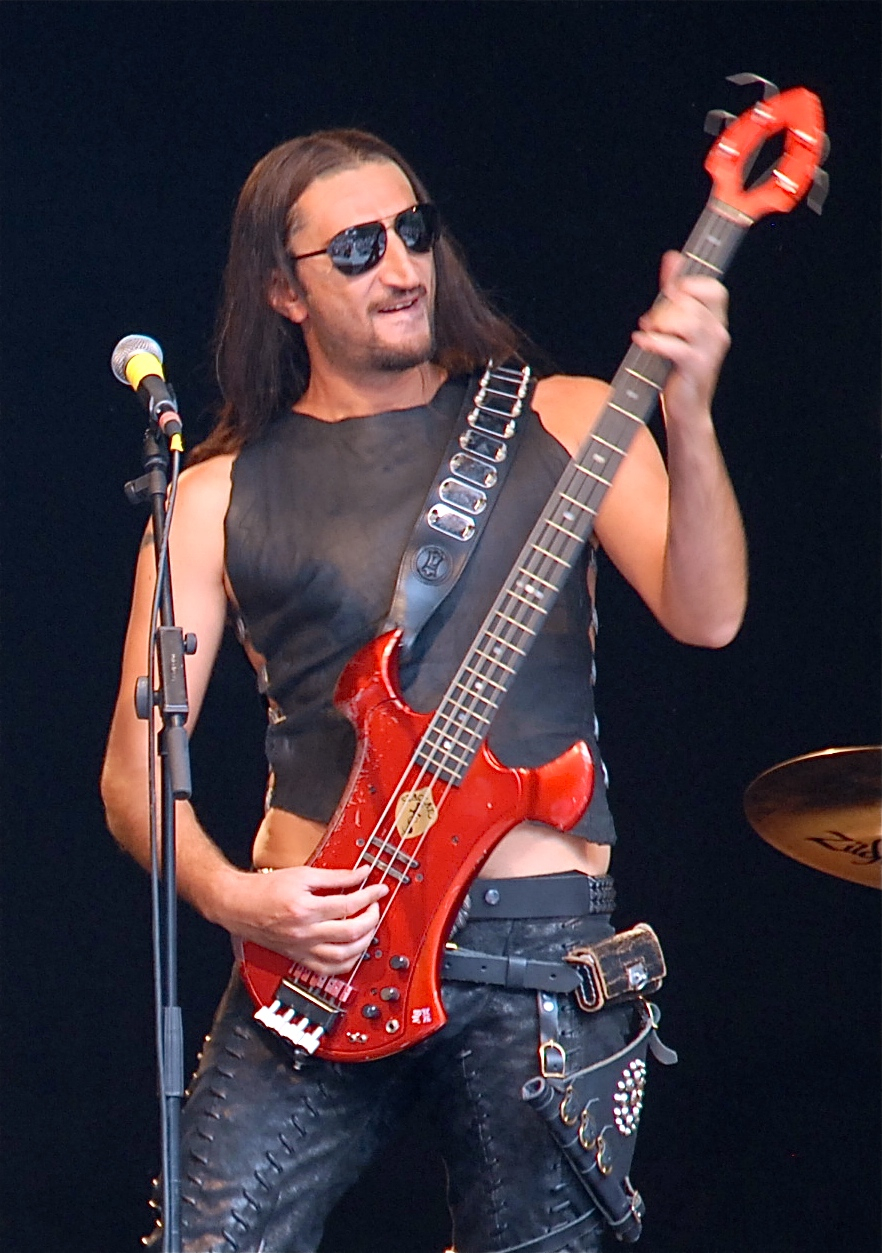
Fares au Stockholms stadsteater en 2009.

- 2011 : I Follow Rivers de Lykke Li, réalisé par Tarik Saleh

#### Publicité
- 2020 : Volvo «Family Safety» : rôle du père. réalisé par Niclas Larsson et tourné à Stockholm en juillet 2020.

### Comme producteur
- 2017 : Le Caire confidentiel (The Nile Hilton Incident) de Tarik Saleh - producteur exécutif
- 2020 : Partisan (série télévisée)

### Comme scénariste
- 2010 : Partisan (série télévisée)

## Distinctions

### Récompenses
- Festival international du film de Chicago 2004 : Critics' Choice Movie Award de la meilleure distribution pour Dag och natt
- Peñíscola Comedy Film Festival 2005 : meilleur acteur pour Cops
- Robert Festival 2015 : meilleur acteur dans un second rôle pour Les Enquêtes du département V : Profanation
- Noir in Festival 2017 : prix de la meilleure interprétation pour son rôle dans Le Caire confidentiel[2]
- Festival international du film de Stockholm 2022 : prix Stockholm Achievement Award

### Nominations
- Guldbagge Awards 2013 : meilleur acteur dans un second rôle pour Easy Money : La Cité des égarés
- Robert Festival 2014 : meilleur acteur dans un second rôle pour Les Enquêtes du département V : Miséricorde
- Bodil Awards 2014 : meilleur acteur dans un second rôle pour Les Enquêtes du département V : Miséricorde
- Robert Festival 2017 : meilleur acteur dans un second rôle pour Les Enquêtes du département V : Délivrance
- Festival international du film de Seattle 2017 : meilleur acteur pour Le Caire confidentiel